# Керимабад (Тегеран)
Керимабад (перс. کریم‌آباد‎) — село на севере Ирана, в остане Тегеран. Входит в состав шахрестана Тегеран. Является частью дехестана (сельского округа) Афтаб бахша Афтаб.

## География
Село находится в центральной части остана, к востоку от автодороги , на расстоянии приблизительно 1 километра (по прямой) к югу от города Тегеран, административного центра шахрестана. Абсолютная высота — 1077 метров над уровнем моря.

## Население
По данным переписи 2006 года население села составляло 64 человека (38 мужчин и 26 женщин). В Керимабаде насчитывалось 564 домохозяйства. Уровень грамотности населения составлял 64 %. Уровень грамотности среди мужчин составлял 57,9 %, среди женщин — 73 %.